# Campionato Italiano Football Americano Femminile 2019
La stagione 2019 del Campionato CIFAF, è la 7ª edizione del campionato di Football Americano femminile organizzato sotto l'egida della FIDAF.
Al campionato partecipano 5 squadre.

## Squadre partecipanti
| Club              | Città   | Stadio | Sponsor ufficiale | Risultato nella stagione 2018 |
| ----------------- | ------- | ------ | ----------------- | ----------------------------- |
| Apuania Unicorns  | Massa   |        |                   |                               |
| Pirates Savona    | Savona  |        |                   |                               |
| Sirene Milano     | Milano  |        |                   |                               |
| Underdogs Bologna | Bologna |        |                   |                               |
| United Roma       | Roma    |        |                   |                               |

## Stagione regolare

### Calendario

#### 1ª giornata
| Arbitri: | A. Robledo A. Mazzia A. Conti F. Antonelli C. Caroselli |

|                                                  |           | |
| Vallecoccia 4':42" Q4 (TD) 7yd pass from Fanella | Marcatori | E. Raia 0':38" Q1 (TD) 60yd pass from E. Bertorello G. Sciarpa 3':03" Q2 (TD) 67yd run G. Sciarpa 7':43" Q3 (TD) 4yd run G. Nicolini 2':42" Q3 (TD) 27yd run E. Bertorello Q3 (tpc) rush Adami 3':31" Q4 (TD) 62yd run E. Bertorello Q4 (tpc) rush |

| Arbitri: | Camossa M. di Cecio R. Massone A. Minasso E. Dolci |

|  |           |                                                                                              |
|  | Marcatori | Alberighi 0':24" Q2 (TD) 4yd run Zocca 1':30" Q3 (TD) 64yd run Zocca 2':14" Q4 (TD) 15yd run |

#### 2ª giornata
| Arbitri: | Breglia Gilardi Pierotti A. Minasso Culcasi |

| |           |                                                                                                |
| Carminati 5':49" Q1 (TD) 9yd run dell'Orto Q1 (tpc) pass from Carminati Nicola 2':56" Q1 (TD) 42yd run Nicola Q1 (tpc) rush Nicola 6':03" Q2 (TD) 51yd run Carminati 4':59" Q2 (TD) 64yd run Nicola Q2 (tpc) rush Nicola 4':08" Q2 (TD) 48yd pass from Carminati Nicola 3':51" Q3 (TD) 8yd run Nicola Q3 (tpc) rush A. Secchi 9':50" Q4 (TD) 13yd run Carminati Q4 (tpc) rush A. Secchi 6':00" Q4 (TD) 70yd run A. Secchi 2':18" Q4 (TD) 32yd run | Marcatori | Bedini 5':55" Q2 (TD) 75yd pass from Fanella Vallecoccia 3':16" Q2 (TD) 60yd pass from Fanella |

| Arbitri: | N. Pizzorno R. Passalacqua M. Curatolo A. Tornambe A. Verne |

|                                                                                        |           | |
| E. Bertorello 0':00" Q1 (TD) 6yd run Adami 6':43" Q4 (TD) 56yd run Adami Q4 (tpc) rush | Marcatori | S. Pittaluga 0':45" Q3 (TD) 18yd pass from C. de Carlo C. de Carlo 3':16" Q4 (TD) 3yd run F. Giuso Delalba Q4 (tpc) pass from C. de Carlo |

#### Anticipi 1
| Arbitri: | G. Curatolo A. Conti M. Curatolo F. Lorandi C. Caroselli |

|                                                   |           | |
| Vallecoccia 9':06" Q2 (TD) 20yd pass from Fanella | Marcatori | Zocca 8':19" Q1 (TD) 38yd run Zocca Q1 (tpc) rush Zocca 6' Q2 (TD) 5yd run Zocca Q2 (tpc) rush Zocca 1':31" Q2 (TD) 21yd pass from Alberighi Zocca Q2 (tpc) rush Pallaoro 3':38" Q3 (TD) 24yd pass from Zocca Q3 (tpc) rush |

#### 3ª giornata
| Arbitri: | I. Conti V. Vitelli D. Vitale M. Americi A. Verne |

| |           |  |
| S. Espana Carde 2':38" Q1 (TD) 52yd run Adami Q1 (TD) rush Adami 5':54" Q2 (TD) 10yd run S. Espana Carde 3':49" Q3 (TD) 1yd run Adami 9':48" Q4 (TD) 58yd interception return | Marcatori |  |

#### 4ª giornata
| Arbitri: | Jovanovic Gaias Mancino Gagliardi |

|                                                                                              |           |                                                                      |
| Nicola 2':10" Q1 (TD) 35yd run P. Aceti Q1 (tpc) pass from Carminati 0':44" Q2 (TD) 61yd run | Marcatori | N. Rollero 2':22" Q2 (TD) 1yd run N. Rollero 6':12" Q3 (TD) 48yd run |

| Arbitri: | R. Jovanovic C. Cortesi E. Crescenzi A. Conti |

| |           | |
| Zocca 9':44" Q2 (TD) 34yd pass from Alberighi Zocca 0':37" Q3 (TD) 40yd run Pallaoro 0':20" Q3 (TD) 31yd interception return Zocca Q3 (tpc) rush Pallaoro 0':00" Q3 (TD) 31yd interception return Zocca Q3 (tpc) rush Zocca 5':10" Q4 (TD) 3yd run Zocca Q4 (tpc) rush | Marcatori | G. Nicolini 9':32" Q3 (TD) 75yd pass from E. Bertorello A. Vannozzi 0':40" Q4 (TD) 5yd run A. Vannozzi Q4 (tpc) rush |

#### 5ª giornata
| Arbitri: | Americi Vitelli Vitale Bovi E. Calzolari |

| |           | |
| Zocca 6':00" Q1 (TD) 6yd run Zocca Q1 (tpc) rush Zocca 3':00" Q1 (TD) 59yd run Zocca 1':00" Q3 (TD) 35yd run Zocca 9':00" Q4 (TD) 50yd pass from Alberighi Zocca Q4 (tpc) rush Zocca 5':16" Q4 (TD) 6yd run | Marcatori | Carminati 5':50" Q2 (TD) 2yd run Nicola Q2 (tpc) rush Jirjena 8':50" Q4 (TD) 65yd pass from Carminati Jirjena 1':26" Q4 (TD) 23yd run |

#### Recuperi 1
| Arbitri: | P. Moglia Gaias V. Maraventano A. Minasso E. Tognoni |

| |           |  |
| Menaballi 1':13" Q1 (TD) 33yd run C. de Carlo Q1 (tpc) rush M. Monni 1':49" Q2 (TD) 14yd run S. Soldi 0':45" Q2 (TD) 8yd fumble recovery M. Monni 7':41" Q3 (TD) 46yd run | Marcatori |  |

### Classifica
La classifica della regular season è la seguente:
- PCT = percentuale di vittorie, G = partite giocate, V = partite vinte, N = partite pareggiate, P = partite perse, PF = punti fatti, PS = punti subiti
- La qualificazione alle semifinali è indicata in verde

| Pos. | Team              | %V    | G | V | N | P | PF  | PS  |
| ---- | ----------------- | ----- | - | - | - | - | --- | --- |
| 1    | Underdogs Bologna | 1.000 | 4 | 4 | 0 | 0 | 120 | 40  |
| 2    | Apuania Unicorns  | .625  | 4 | 2 | 1 | 1 | 88  | 56  |
| 3    | Sirene Milano     | .500  | 4 | 2 | 0 | 2 | 98  | 84  |
| 4    | Pirates Savona    | .375  | 4 | 1 | 1 | 2 | 52  | 46  |
| 5    | United Roma       | .000  | 4 | 0 | 0 | 4 | 24  | 156 |

## Playoff

### Tabellone
|  | Semifinali | Semifinali        | Semifinali |                  |    | VII Rose Bowl Italia | VII Rose Bowl Italia | VII Rose Bowl Italia |  |
|  |            |                   |            |                  |    |                      |                      |                      |  |
|  | 1          | Underdogs Bologna | 22         |                  |    |                      |                      |                      |  |
|  | 1          | Underdogs Bologna | 22         |                  |    |                      |                      |                      |  |
|  | 4          | Pirates Savona    | 0          |                  |    |                      |                      |                      |  |
|  | 4          | Pirates Savona    | 0          |                  | 1  | Underdogs Bologna    | 32                   |                      |  |
|  |            |                   |            |                  | 1  | Underdogs Bologna    | 32                   |                      |  |
|  |            |                   | 2          | Apuania Unicorns | 14 |                      |                      |                      |  |
|  | 3          | Sirene Milano     | 2          | Apuania Unicorns | 14 | 18                   |                      |                      |  |
|  | 3          | Sirene Milano     |            |                  |    |                      |                      |                      |  |
|  | 2          | Apuania Unicorns  | 28         |                  |    |                      |                      |                      |  |

### Semifinali
| Arbitri: | F. Mariotti V. Vitelli D. Vitale V. Maraventano A. Verne |

| |           | |
| Adami 3':21" Q2 (TD) 74yd run A. Vannozzi 7':25" Q3 (TD) 4yd run G. Nicolini 1':30" Q3 (TD) 51yd pass from E. Bertorello E. Stocco Q3 (tpc) pass from E. Bertorello A. Vannozzi 0':57" Q4 (TD) 1yd run A. Vannozzi Q4 (tpc) rush | Marcatori | L. Malerba 0':47" Q2 (TD) 57yd interception return Jirjena 1':03" Q4 (TD) 69yd pass from Carminati Nicola 3':34" Q4 (TD) 57yd run |

| Arbitri: | Tomaz Bernini Scivales Cortesi S. Capelli |

| |           |  |
| Mingozzi 5':28" Q2 (TD) 4yd run Mingozzi Q2 (tpc) rush Mingozzi 8':37" Q3 (TD) 1yd run Alberighi Q3 (tpc) rush Mingozzi 0':13" Q3 (TD) 11yd run | Marcatori |  |

### VII Rose Bowl Italia
| Arbitri: | Jovanovic Breglia Conti Avagnina Moglia |

| |           |                                                                                      |
| Mingozzi 8':37" Q1 (TD) 45yd pass from Alberighi Mingozzi 4':38" Q1 (TD) 59yd run Mingozzi 9':49" Q2 (TD) 7yd run Zocca Q2 (TD) 40yd interception return Mengozzi Q2 (tpc) pass from Alberighi 0':41" Q3 (TD) 3yd run | Marcatori | A. Vannozzi 3':14" Q2 (TD) 5yd run Adami 6':24" Q3 (TD) 43yd run Adami Q3 (tpc) rush |

## Verdetti
- Underdogs Bologna Vincitrici del Rose Bowl Italia 2019

## Marcatrici
| Giocatrice       | Sq.               | TD rush | TD recv | TD int | TD p.ret | TD k.ret | TD oth | Xp1 | Xp2 | FG  | Saf | Totale |
| ---------------- | ----------------- | ------- | ------- | ------ | -------- | -------- | ------ | --- | --- | --- | --- | ------ |
| Zocca            | Underdogs Bologna | 10+0    | 3+0     | 0+1    | 0+0      | 0+0      | 0+0    | 0+0 | 9+0 | 0+0 | 0+0 | 102    |
| Mingozzi         | Underdogs Bologna | 0+5     | 0+1     | 0+0    | 0+0      | 0+0      | 0+0    | 0+0 | 0+1 | 0+0 | 0+0 | 38     |
| Adami            | Apuania Unicorns  | 3+2     | 0+0     | 1+0    | 0+0      | 0+0      | 0+0    | 0+0 | 2+1 | 0+0 | 0+0 | 42     |
| Nicola           | Sirene Milano     | 4+1     | 1+0     | 0+0    | 0+0      | 0+0      | 0+0    | 0+0 | 3+0 | 0+0 | 0+0 | 42     |
| A. Vannozzi      | Apuania Unicorns  | 1+3     | 0+0     | 0+0    | 0+0      | 0+0      | 0+0    | 0+0 | 1+1 | 0+0 | 0+0 | 28     |
| Carminati        | Sirene Milano     | 4       | 0       | 0      | 0        | 0        | 0      | 0   | 1   | 0   | 0   | 26     |
| Jirjena          | Sirene Milano     | 2+0     | 0+1     | 0+0    | 0+0      | 0+0      | 0+0    | 0+0 | 0+0 | 0+0 | 0+0 | 18     |
| G. Nicolini      | Apuania Unicorns  | 1+0     | 1+1     | 0+0    | 0+0      | 0+0      | 0+0    | 0+0 | 0+0 | 0+0 | 0+0 | 18     |
| Pallaoro         | Underdogs Bologna | 0       | 1       | 2      | 0        | 0        | 0      | 0   | 0   | 0   | 0   | 18     |
| A. Secchi        | Sirene Milano     | 3       | 0       | 0      | 0        | 0        | 0      | 0   | 0   | 0   | 0   | 18     |
| Vallecoccia      | United Roma       | 0       | 3       | 0      | 0        | 0        | 0      | 0   | 0   | 0   | 0   | 18     |
| Alberighi        | Underdogs Bologna | 1+1     | 0+0     | 0+0    | 0+0      | 0+0      | 0+0    | 0+0 | 0+1 | 0+0 | 0+0 | 14     |
| S. Espana Carde  | Apuania Unicorns  | 2       | 0       | 0      | 0        | 0        | 0      | 0   | 0   | 0   | 0   | 12     |
| M. Monni         | Pirates Savona    | 2       | 0       | 0      | 0        | 0        | 0      | 0   | 0   | 0   | 0   | 12     |
| N. Rollero       | Pirates Savona    | 2       | 0       | 0      | 0        | 0        | 0      | 0   | 0   | 0   | 0   | 12     |
| G. Sciarpa       | Apuania Unicorns  | 2       | 0       | 0      | 0        | 0        | 0      | 0   | 0   | 0   | 0   | 12     |
| E. Bertorello    | Apuania Unicorns  | 1       | 0       | 0      | 0        | 0        | 0      | 0   | 2   | 0   | 0   | 10     |
| C. de Carlo      | Pirates Savona    | 1       | 0       | 0      | 0        | 0        | 0      | 0   | 1   | 0   | 0   | 8      |
| Bedini           | United Roma       | 0       | 1       | 0      | 0        | 0        | 0      | 0   | 0   | 0   | 0   | 6      |
| L. Malerba       | Sirene Milano     | 0+0     | 0+0     | 0+1    | 0+0      | 0+0      | 0+0    | 0+0 | 0+0 | 0+0 | 0+0 | 6      |
| Menaballi        | Pirates Savona    | 1       | 0       | 0      | 0        | 0        | 0      | 0   | 0   | 0   | 0   | 6      |
| S. Pittaluga     | Pirates Savona    | 0       | 1       | 0      | 0        | 0        | 0      | 0   | 0   | 0   | 0   | 6      |
| E. Raia          | Apuania Unicorns  | 0       | 1       | 0      | 0        | 0        | 0      | 0   | 0   | 0   | 0   | 6      |
| S. Soldi         | Pirates Savona    | 0       | 0       | 0      | 0        | 0        | 1      | 0   | 0   | 0   | 0   | 6      |
| P. Aceti         | Sirene Milano     | 0       | 0       | 0      | 0        | 0        | 0      | 0   | 1   | 0   | 0   | 2      |
| dell'Orto        | Sirene Milano     | 0       | 0       | 0      | 0        | 0        | 0      | 0   | 1   | 0   | 0   | 2      |
| F. Giuso Delalba | Pirates Savona    | 0       | 0       | 0      | 0        | 0        | 0      | 0   | 1   | 0   | 0   | 2      |
| Mengozzi         | Underdogs Bologna | 0+0     | 0+0     | 0+0    | 0+0      | 0+0      | 0+0    | 0+0 | 0+1 | 0+0 | 0+0 | 2      |
| E. Stocco        | Apuania Unicorns  | 0+0     | 0+0     | 0+0    | 0+0      | 0+0      | 0+0    | 0+0 | 0+1 | 0+0 | 0+0 | 2      |

- Miglior marcatrice della stagione regolare: Zocca ( Underdogs Bologna), 96
- Miglior marcatrice dei playoff: Mingozzi ( Underdogs Bologna), 40
- Miglior marcatrice della stagione: Zocca ( Underdogs Bologna), 102

## Passer rating
La classifica tiene in considerazione soltanto le quarterback con almeno 10 lanci effettuati.
| Giocatrice     | Sq.               | G   | Att   | Comp  | Int | Yds     | TD  | NFL   | NCAA   |
| -------------- | ----------------- | --- | ----- | ----- | --- | ------- | --- | ----- | ------ |
| Carminati      | Sirene Milano     | 4+1 | 29+10 | 12+4  | 1+0 | 157+83  | 2+1 | 76,87 | 112,97 |
| Alberighi      | Underdogs Bologna | 4+2 | 65+34 | 31+14 | 0+1 | 400+236 | 3+1 | 75,99 | 110,73 |
| Fanella        | United Roma       | 4   | 76    | 25    | 1   | 342     | 4   | 60,31 | 85,43  |
| E. Bertorello  | Apuania Unicorns  | 4+2 | 58+22 | 11+6  | 5+3 | 241+92  | 2+1 | 17,34 | 48,59  |
| C. de Carlo    | Pirates Savona    | 3+1 | 38+8  | 7+1   | 6+3 | 110+23  | 1+0 | 7,25  | 9,72   |
| C. Pescatori   | Sirene Milano     | 0+1 | 0+7   | 0+3   | 0+0 | 0+39    | 0+0 |       |        |
| Zocca          | Underdogs Bologna | 3   | 4     | 1     | 0   | 24      | 1   |       |        |
| A. Chrzanowska | Apuania Unicorns  | 1   | 1     | 1     | 0   | 7       | 0   |       |        |
| Nicola         | Sirene Milano     | 1   | 1     | 0     | 0   | 0       | 0   |       |        |
| N. Rollero     | Pirates Savona    | 1   | 1     | 0     | 0   | 0       | 0   |       |        |

- Miglior QB della stagione regolare: Alberighi ( Underdogs Bologna), 114,62
- Miglior QB dei playoff: Carminati ( Sirene Milano), 142,72
- Miglior QB della stagione: Carminati ( Underdogs Bologna), 112,97